# 팡팡 아이디어 열전
《팡팡 아이디어 열전》은 MBN에서 방영중인 교양 프로그램이다.